# EM–29
Az EM–29, vagy M–29 magyar iskola- és futárrepülőgép, melyet az EMESE Kísérleti Repülőgépgyár gyártott az 1940-es évek elején.

## Története
A gépet Szegedi József és Jancsó Endre tervezte 1941-ben a Műegyetemi Sportrepülő Egyesületnél (MSrE) a Magyar Királyi Honvéd Légierő számára az M–25 Nebuló túrarepülőgép elemeinek felhasználásával. A típusból 1942–1943 között 25 darabot gyártott a ferihegyi EMESE Kísérleti Repülőgépgyár. A gépet a légierő repülőszázadai használták futár feladatokra. A típus egy példánya újjáépítve 1945 után is repült.

## Műszaki jellemzői
Alsószárnyas kialakítású repülőgép. A törzs acélból készült rácsszerkezet, melyet vászonnal borítottak. A szárny kétfőtartós, fából készült és rétegeslemez borítást kapott. A kétszemélyes kabin zárt, az ülések egymás mellett találhatók. Futóműve hárompontos, farokfutós, a futók nem behúzhatók. A főfutók szárai áramvonalas burkolatot kaptak. A főfutók kerekeinek nyomtávolsága 2 m. Az orr részbe építették a 78 kW-os (105 LE) maximális teljesítményű MÁVAG-Hirth HM 504–A2 négyhengeres, léghűtésű, lógó hengerelrendezésű soros motort, amely kéttollú fa légcsavart hajtott.